# 유목초등학교
유목초등학교(儒木初等學校)는 대한민국 경상남도 창원시에 있는 공립 초등학교이다.

## 연혁
- 1986년 9월 11일 : 개교